# شعار جرينادا
الشعار الرسمي لنبالة غرينادا هو درع مقسم إلى أربعة أجزاء بواسطة صليب ذهبي. في وسط هذا الصليب توجد سانتا ماريا، سفينة كولومبوس الرئيسية. يظهر أسد بريطاني على حقل أحمر في الجزأين الأيسر العلوي والسفلي الأيمن من الدرع، مع هلال ذهبي ينمو منه زنبق في القسمين العلوي الأيمن والسفلي الأيسر. وفوق الدرع خوذة ذهبية تعلوها إكليل من أغصان الجهنمية. يوجد داخل إكليل الزهور سبعة ورود حمراء، تمثل المجتمعات السبع في غرينادا. يحمل الدرع على جانب دكستر أرماديلو الذي يقف أمام ساق الذرة؛ على الجانب الشرير توجد حمامة غرينادا تقف أمام نبات الموز. تمثل القاعدة جبل سانت كاترين مع بحيرة جراند إيتانج في المركز. يعرض الشريط الشعار الوطني: «إننا ندرك الله، نتطلع ونبني ونتقدم كشعب واحد».